# Jeff Demps
Jeffery Demps, född den 8 januari 1990 i Winter Garden i Florida, är en amerikansk idrottsman. Demps tävlar i löpning och tangerade den 28 juni 2008 Darrel Browns juniorvärldsrekord på 100 meter på 10,01 sekunder. Han var med i den amerikanska stafetttruppen som tog silver i 4 x 100 meter stafett vid de olympiska sommarspelen 2012 i London, där han sprang i det inledande heatet, men inte i finalen. 2015 diskvalificerades dock truppen sedan Tyson Gay fällts för dopningsbrott och truppens medalj drogs in.
Demps spelade under collegetiden som running back för University of Floridas lag i amerikansk fotboll, Florida Gators (2008-2011). Demps satsade dock på löparkarriären före fotbollen, men var 2012-2015 med i olika klubbar, i perioder som reserv eller övningstrupp, men han spelade också några matcher. I augusti 2012 skrev han kontrakt med New England Patriots. I april 2013 gick han över till Tampa Bay Buccaneers. Från oktober 2014 till maj 2015 var han med i Indianapolis Colts.

## Personliga friidrottsrekord
| Gren      | Tid (sekunder) | Bana             | Datum        |
| --------- | -------------- | ---------------- | ------------ |
| 60 meter  | 6,52           | Nampa, Idaho     | 9 mars 2012  |
| 100 meter | 10,01          | Eugene, Oregon   | 28 juni 2008 |
| 200 meter | 21,04          | Sanford, Florida | 6 april 2012 |